# Курсовая монета

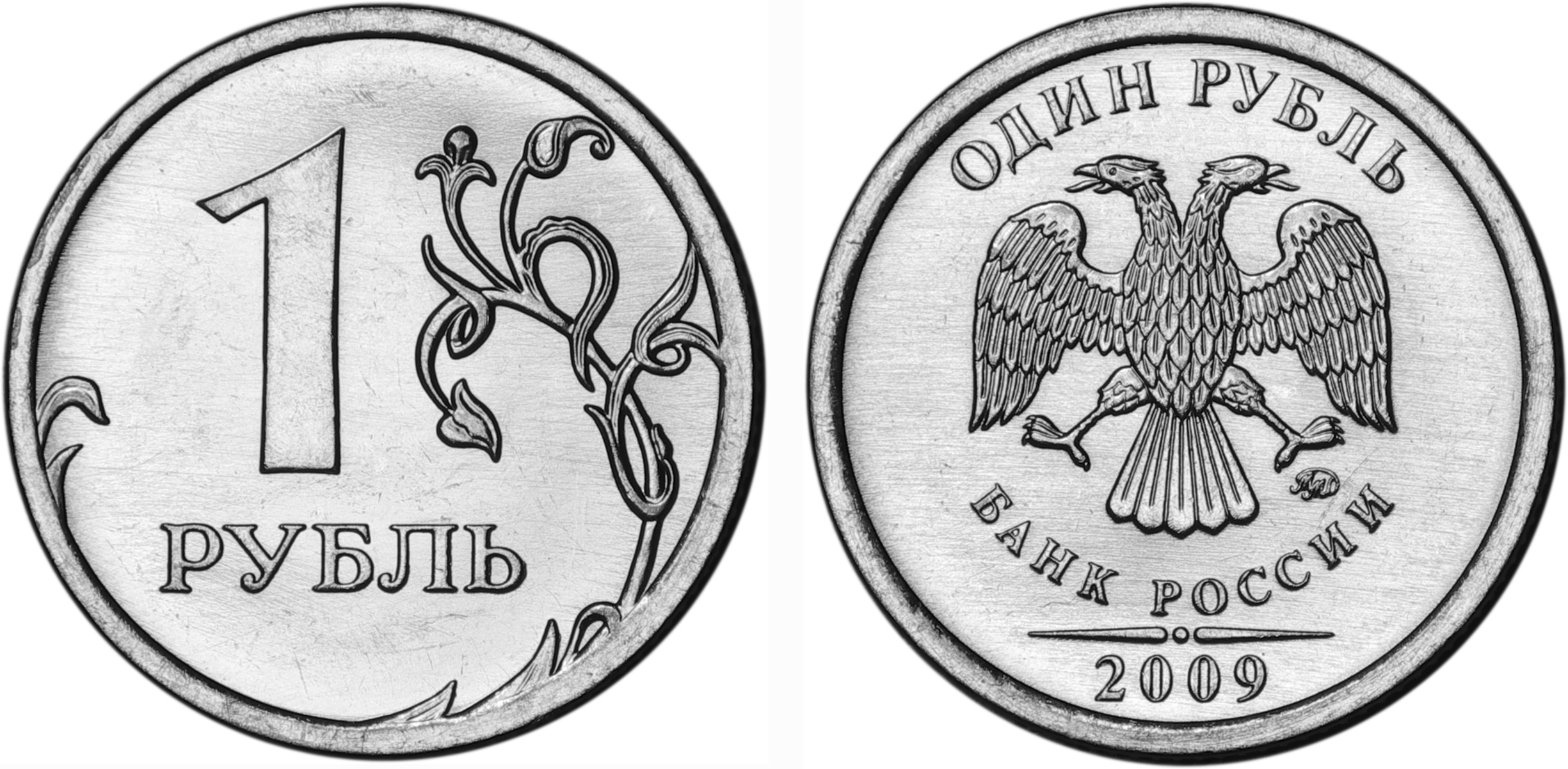
Самая мелкая курсовая монета России — 1 рубль

Курсовая, ходячая, циркуляционная или оборотная монета — в строгом смысле стандартная (то есть не особой чеканки) монета, чей номинал выражен в базовой денежной единице страны. Это, например, российские монеты достоинством 1, 2, 5 или 10 рублей. В широком смысле — это ещё и стандартные разменные монеты, то есть, например, 1, 5, 10 или 50 копеек. Таким образом, в широком смысле термин «курсовая монета» эквивалентен народно-обиходному понятию «звонкая монета» или встречающемуся в нумизматической литературе термину «стандартная монета».

## Курсовые монеты собственной и чужой чеканки, демонетизация
Согласно Словарю нумизмата,

Курсовая монета... находящаяся в обращении ходячая монета своей страны или др. государства— Словарь нумизмата

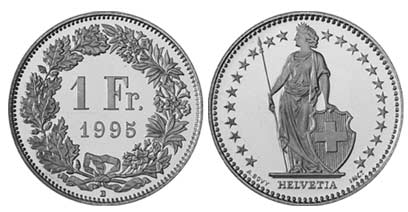
1 швейцарский франк — курсовая монета Швейцарии и Лихтенштейна

То есть под курсовыми монетами государства понимаются допущенные к обращению монеты (монеты, являющиеся законным средством платежа), которые могут быть выпущены как самим этим государством, так и соседними. Эта ситуация была характерна для монетных союзов Средневековья и Нового времени (см., например, статью «Латинский монетный союз»). В настоящее время эта ситуация характерна для государств, подписавших соглашение о взаимозаменяемости валют или аналогичный договор. Например, это валютное соглашение Швейцарии и Лихтенштейна, соглашение о взаимозаменяемости валют Сингапура и Брунея.
Лишение какого-то типа монет статуса законного средства платежа называется демонетизацией. Сами монеты при этом могут оставаться в обращении, но если ранее они могли иметь какой-то принудительный курс, то после демонетизации их ценность определяется уже исключительно как стоимость содержащегося в них драгоценного металла. Обычно такие монеты единовременно или постепенно изымаются из обращения и перечеканиваются в новые.

## Курсовые и памятные монеты
Согласно тому же словарю,

Ходячая монета... монета, предназначенная — в отличие от памятной монеты — гл. обр. для обращения. Х. м. выпускаются, как правило, на протяжении неск. лет в большом кол-ве с неизмен. оформлением... В совр. практике монетного дела в нек-рых случаях в большом кол-ве чеканятся и памятные монеты, чтобы т. о. объединить особенности памятной и Х. м.— Словарь нумизмата
Иными словами, ходячие (курсовые) монеты противопоставляются монетам особой чеканки (памятным, юбилейным и т. п.). Памятные монеты также могут быть допущены или даже активно участвовать в обращении (например, российские памятные монеты из недрагоценных металлов номиналом десять рублей в сериях «Древние города России», «Российская Федерация», «Города воинской славы»), но не являются курсовыми:

Монета особой чеканки... допущенная к обращению монета, как правило, крупного номинала, выпускаемая с измененным изображением по особому поводу и в огранич. кол-ве в отличие от курсовых монет, которые выпускаются по потребности с одинаковым изображением и соответствующим годом выпуска.— Словарь нумизмата
Для обозначения стандартных монет (как монет, отличных от памятных), фактически участвующих в обращении, Национальный банк Республики Казахстан использует термин «циркуляционные монеты» (каз. Айналыста жүретін монеталар).

## Курсовые и разменные монеты, звонкая монета
Согласно Словарю нумизмата,

Разменная монета... мелкая монета для расчетов между продавцом и покупателем с максимальной точностью... в отличие от полноценных ходячих монет.— Словарь нумизмата

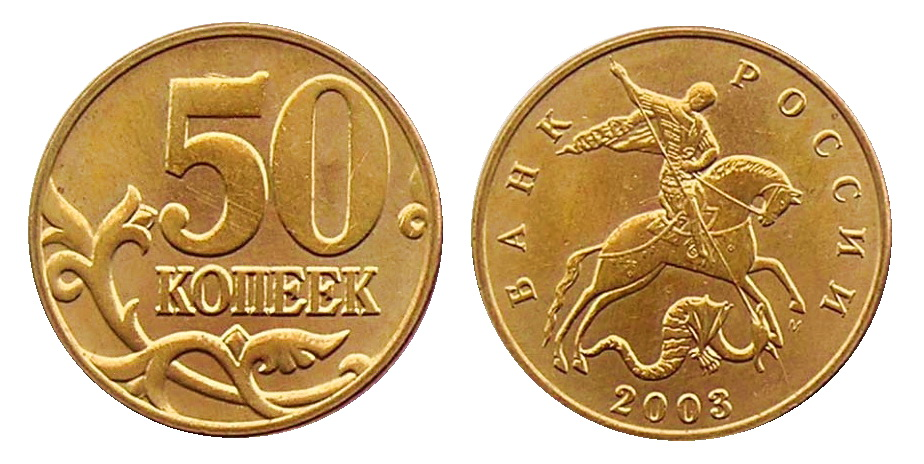
Разменная монета 50 копеек, которая в широком смысле относится к курсовым монетам

Курсовые монеты могут отличать от разменных (монет, чей номинал выражен в дробных по отношению к базовой денежных единицах), хотя последние также активно участвуют в обращении. При описании структуры каталожного номера российских монет Центральный банк Российской Федерации курсовые монеты противопоставляются памятным и инвестиционным. Однако из контекста Указания ЦБ РФ «О порядке выдачи Банком России кредитным организациям-резидентам курсовых и разменных монет для нумизматических целей» следует, что под курсовыми понимаются монеты, номинированные в рублях, а под разменными — в копейках. Для сравнения Национальный банк Украины при описании находящихся в обращении монет использует два разных термина — «обіговi монети» (дословно «оборотные монеты») и «розміннi монети» («разменные монеты»).
Объединяющее народно-обиходное название как курсовых монет, так и разменных — «звонкая монета»:

Звонкая монета... нар.-обих. название денежных знаков, изготовленных из к.-л. металла (золото, серебро, медь, никель, железо, цинк, алюминий) или сплава. В отличие от бумажных денег З. м. — это либо полноцен. ходячая монета, либо разменная монета.— Словарь нумизмата
В условиях серебряного или золотомонетного стандартов, курсовые монеты, как правило, были полноценными (то есть стоимость металла, из которого они были изготовлены, почти равнялась номиналу монеты), а разменные — кредитными или условными, то есть неполноценными. Поэтому в наиболее распространённых нумизматических словарях курсовые (ходячие) монеты противопоставляются разменным как полноценные неполноценным.